# Han-sur-Lesse
Pour les articles homonymes, voir Han.
Ne doit pas être confondu avec Han (Tintigny).
Han-sur-Lesse (en wallon Han-so-Lesse) est une section et un village de la ville belge de Rochefort situés en Région wallonne, dans la province de Namur et l'arrondissement de Dinant.
C'était une commune à part entière avant la fusion des communes de 1977. 
Aujourd'hui, sa population de résidents permanents est d'un bon millier d'habitants, mais en pleine saison touristique (juillet et août) il faut compter 3 000 personnes supplémentaires au village.

## Toponymie
Han-sur-Lesse a eu différents noms au fil du temps. À partir de 1139, le petit village  s'appelait Ham, dès 1266 Han Sur Lesche, dès 1465 Han Sur Lece et à partir de 1528 Ham sur lez. Beaucoup de villes et villages possèdent comme préfixe ou suffixe le mot Han ou Ham. Ces villages se trouvent toujours dans le méandre d'une rivière. L'ancien lit de la Lesse, dit « chavée de la Lesse », est encore utilisé par cette dernière lors de fortes crues.  Les villageois disent que « les eaux tournent ». En réalité, elles tournent dans leur ancien lit autour de la montagne, car le « gouffre de Belvaux », qui est l'entrée de la Lesse dans les grottes, ne peut absorber toute l'eau. La rivière sortie de son lit y revient à la sortie des grottes. Le parcours par l'ancien lit et le retour à l'actuel dessinent donc bien deux méandres, le village se trouvant dans le second. L'entrée du « gouffre de Belvaux » a été noté par le général de Howen sur une de ses lithographies comme le « trou du Han » et non pas « trou de Han », car il formait un trou dans le premier han de la rivière s'engouffrant dans les grottes.[réf. nécessaire]

## Géographie

### Nature
Depuis juillet 2017, la philobie du tamaris, espèce du sud de l'Europe, est attestée dans les environs de Han-sur-Lesse.

## Évolution démographique
- Source: DGS, 1831 à 1970=recensements population, 1976= habitants au 31 décembre

## Patrimoine et culture
- Église Saint-Hubert.

## Économie

### Tourisme

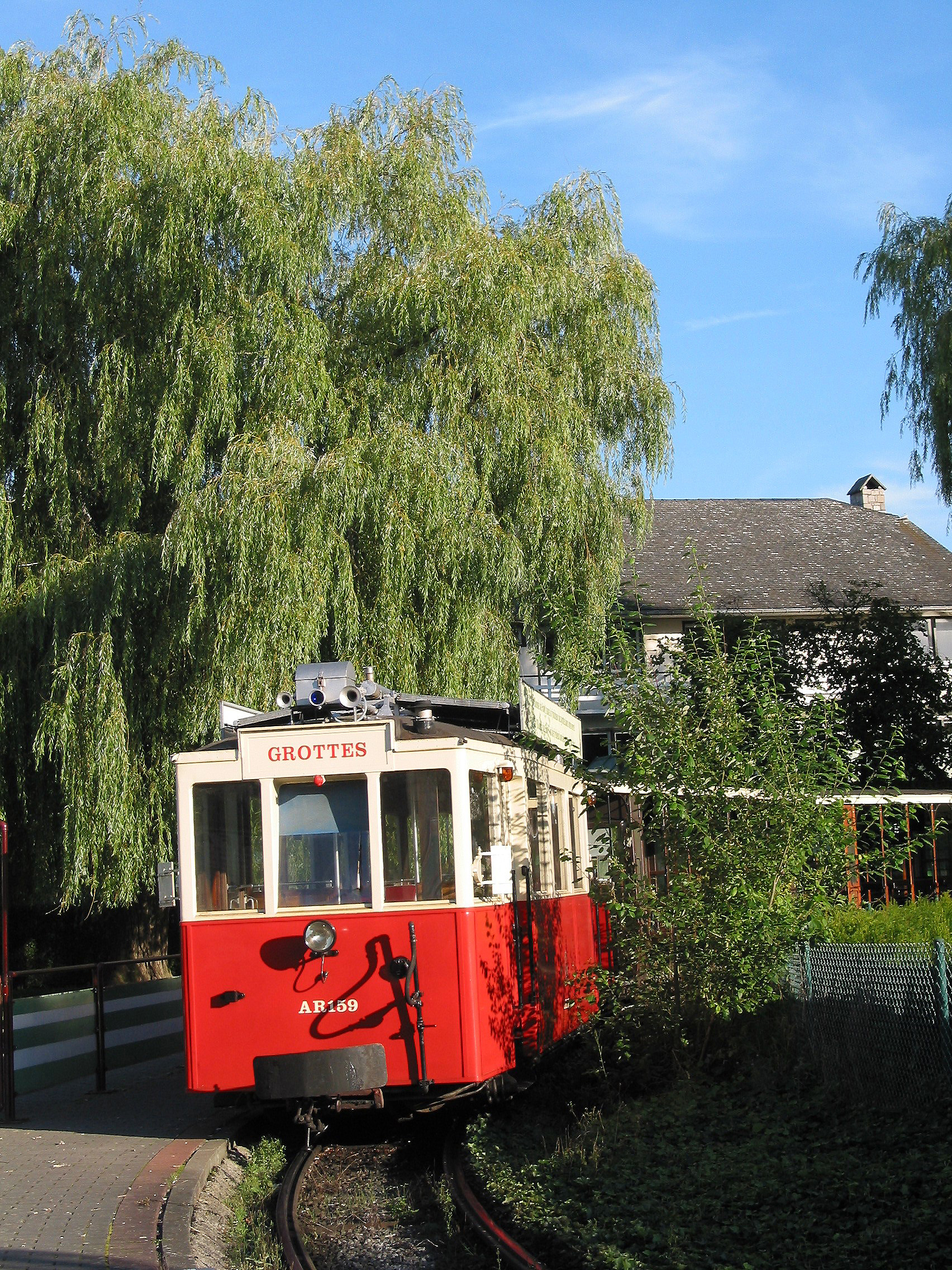
Le tram en direction des grottes.

Comme son nom l'indique, la localité est située sur une rivière, la Lesse, un affluent de la Meuse, qui a provoqué aux alentours l'érosion partielle du massif calcaire de la Calestienne, si bien que des grottes sont apparues. Ces grottes, mondialement connues sous le nom de grottes de Han, sont la principale attraction du village. Un parc d'animaux sauvages a été ouvert en 1970. Ce parc réunit diverses espèces d'animaux sauvages : sangliers, cerfs, daims, tarpans, bisons européens, bouquetins, grands ânes du Poitou, aurochs reconstitués, ours bruns, ainsi que des loups et des lynx eurasiens. Le parc animalier se visite à bord d'un petit train routier. S'y trouve également le Musée PrehistoHan, où le visiteur peut voir comment les grottes sont fouillées par les archéologues et ce que ces derniers y ont trouvé. Ce musée héberge une collection de trouvailles archéologiques sur une période allant du Néolithique à nos jours. Le tout est réuni dans le domaine des grottes de Han. 
On peut aussi noter la présence du musée de la Vie paysanne et des Métiers oubliés qui retrace la vie d'autrefois à travers des métiers représentés par des mannequins mis en scène. Ce musée comporte également une grande collection d'animaux empaillés.  

### Accès en transports en commun
Le bus TEC no 29 Jemelle - Wellin - Grupont relie presque toutes les heures la gare de Jemelle au centre de Han-sur-Lesse, en correspondance avec le train de Bruxelles, et ce y compris les samedis, dimanches et jours fériés.

## Galerie

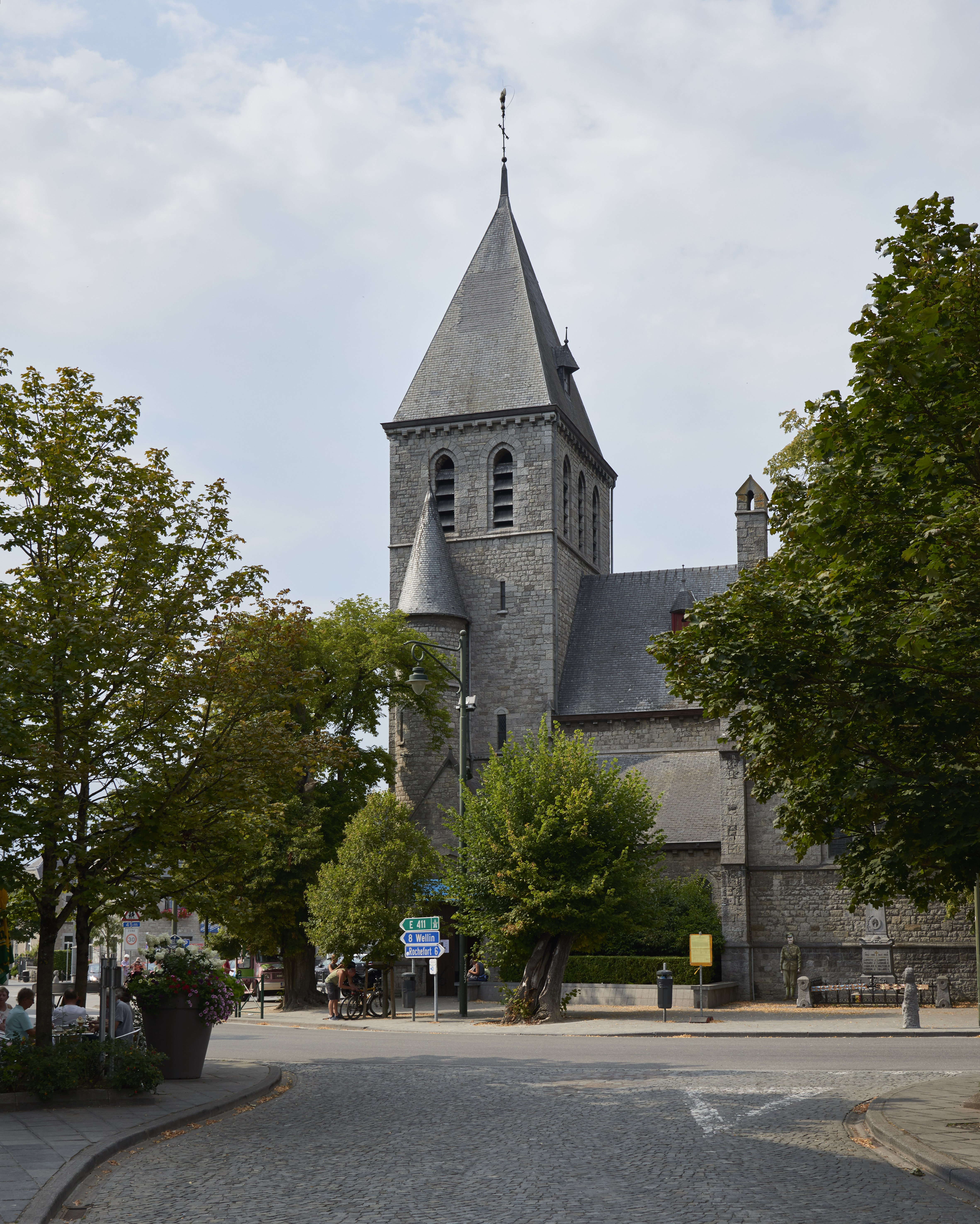
L'église Saint-Hubert.
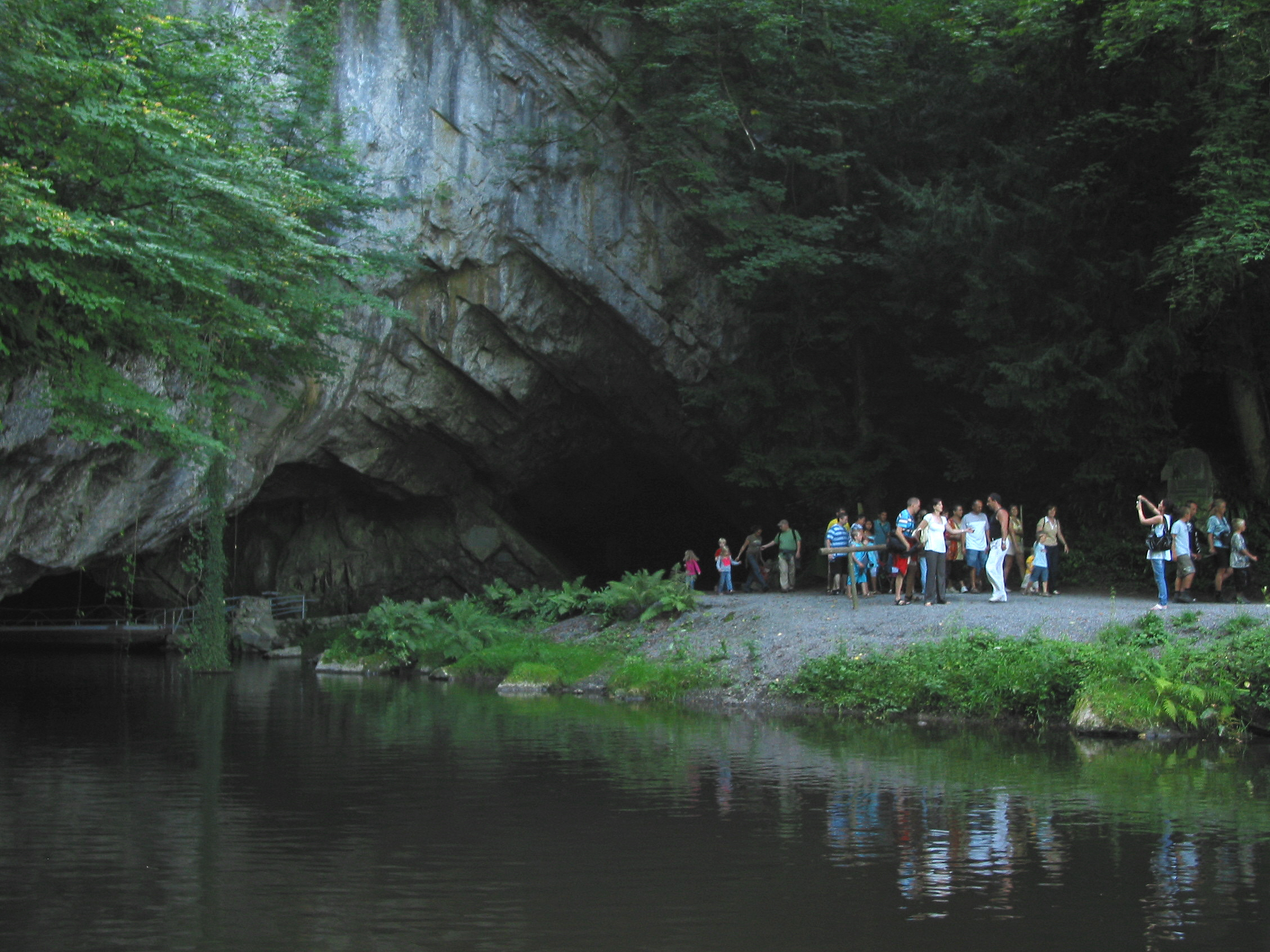
La sortie des grottes.
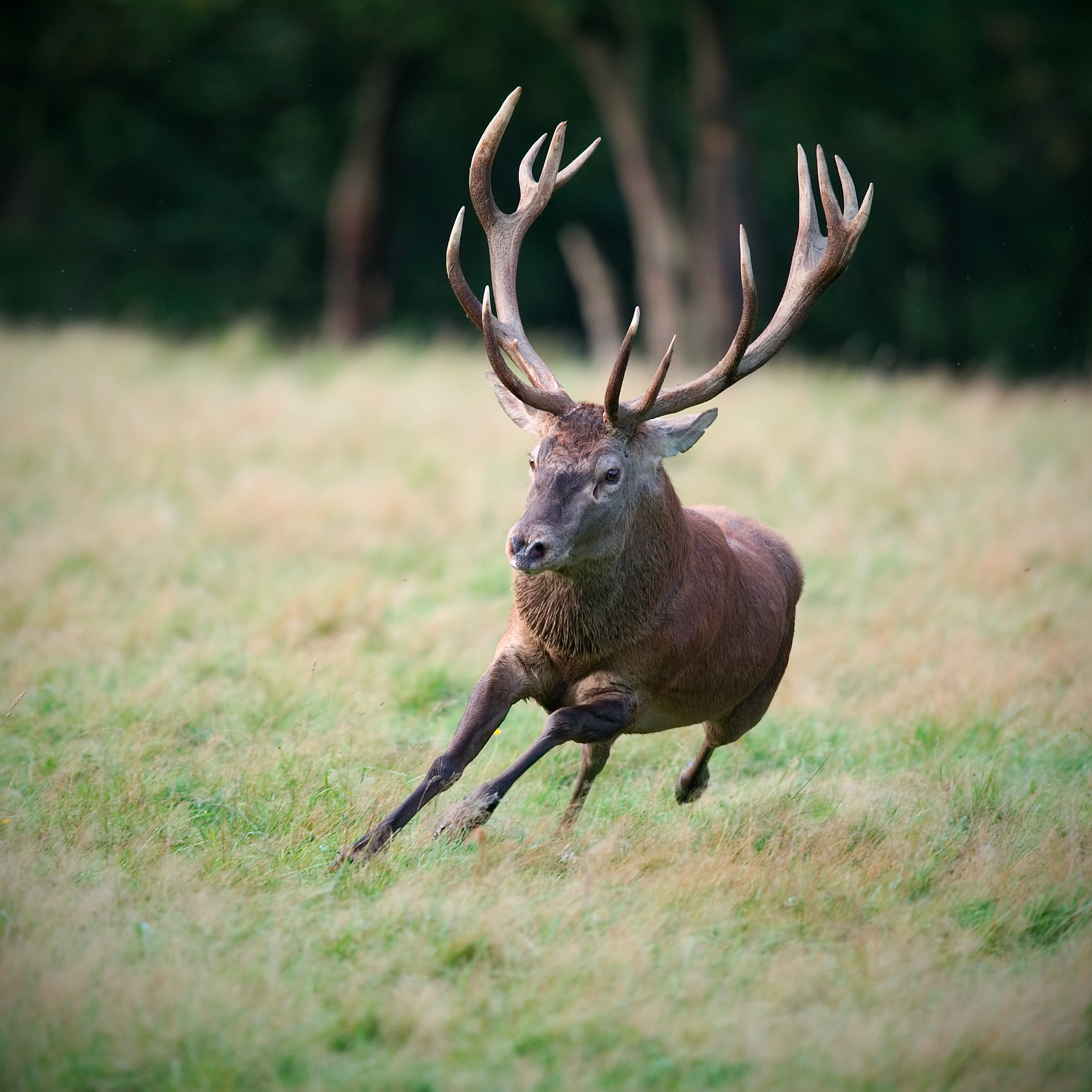
Cerf qui en train de courir dans la plaine de la réserve animalier du Domaine des Grottes de Han.
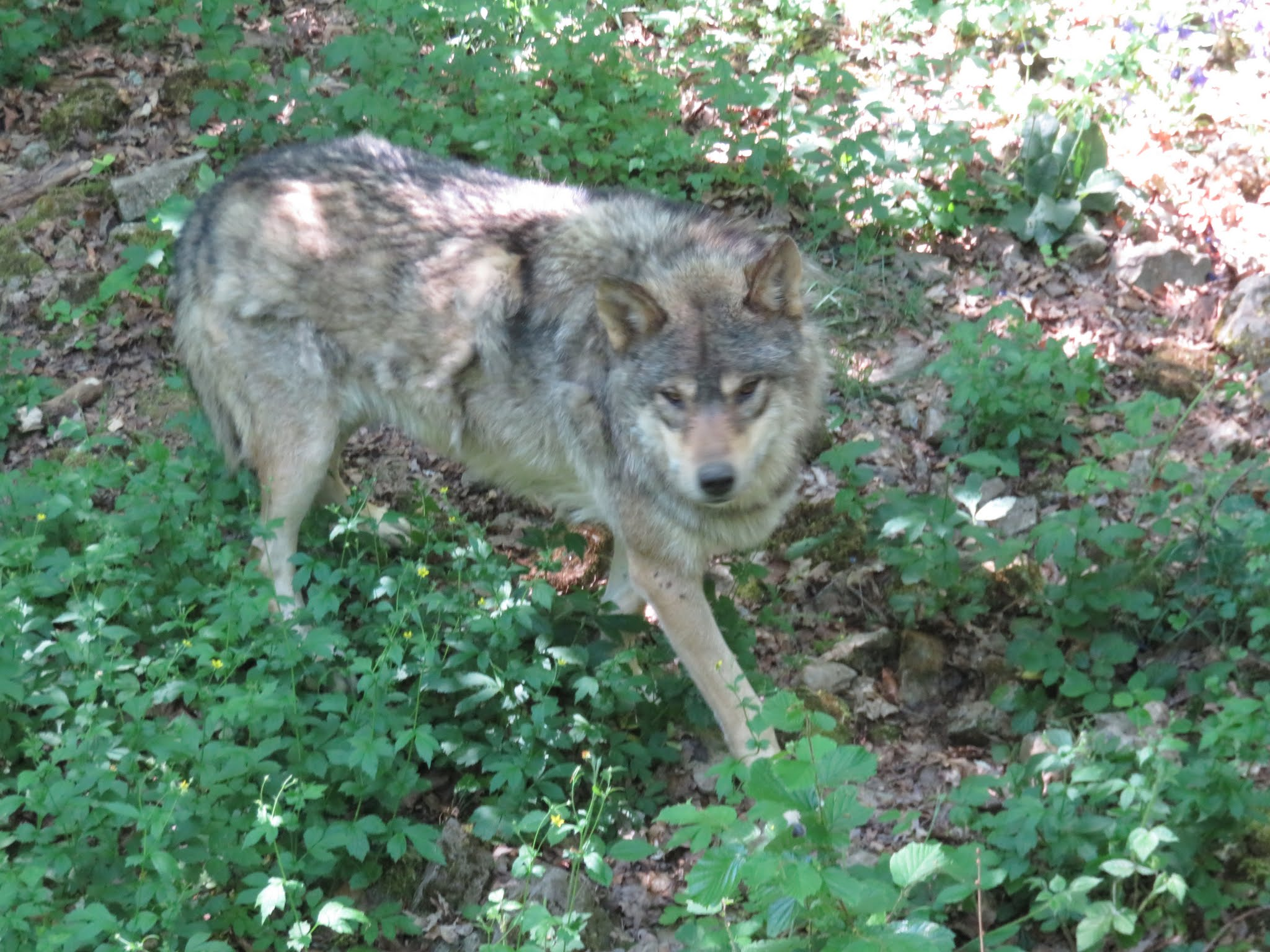
Loup dans le parc animalier du Domaine des grottes de Han.
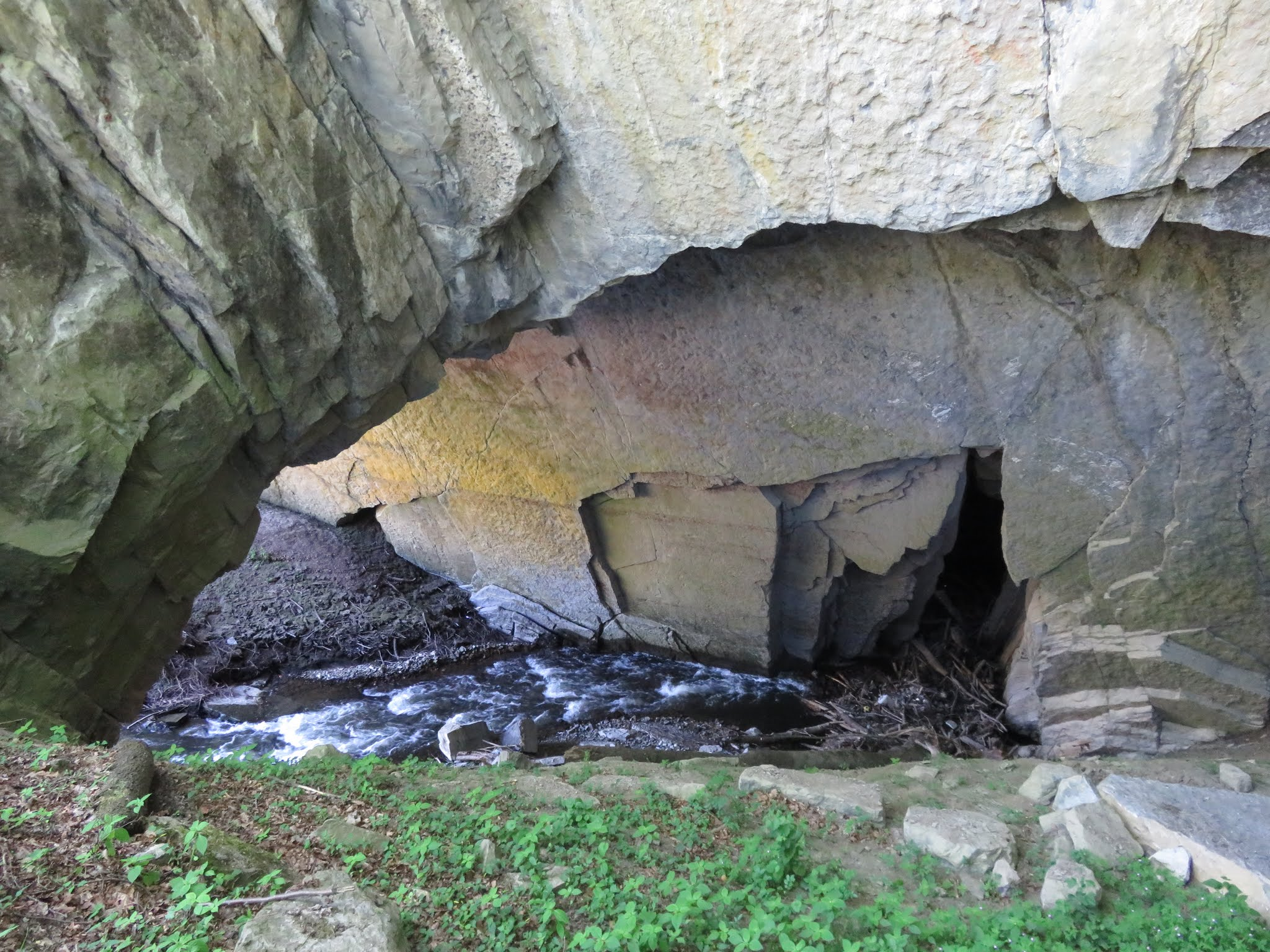
Gouffre de Belvaux.
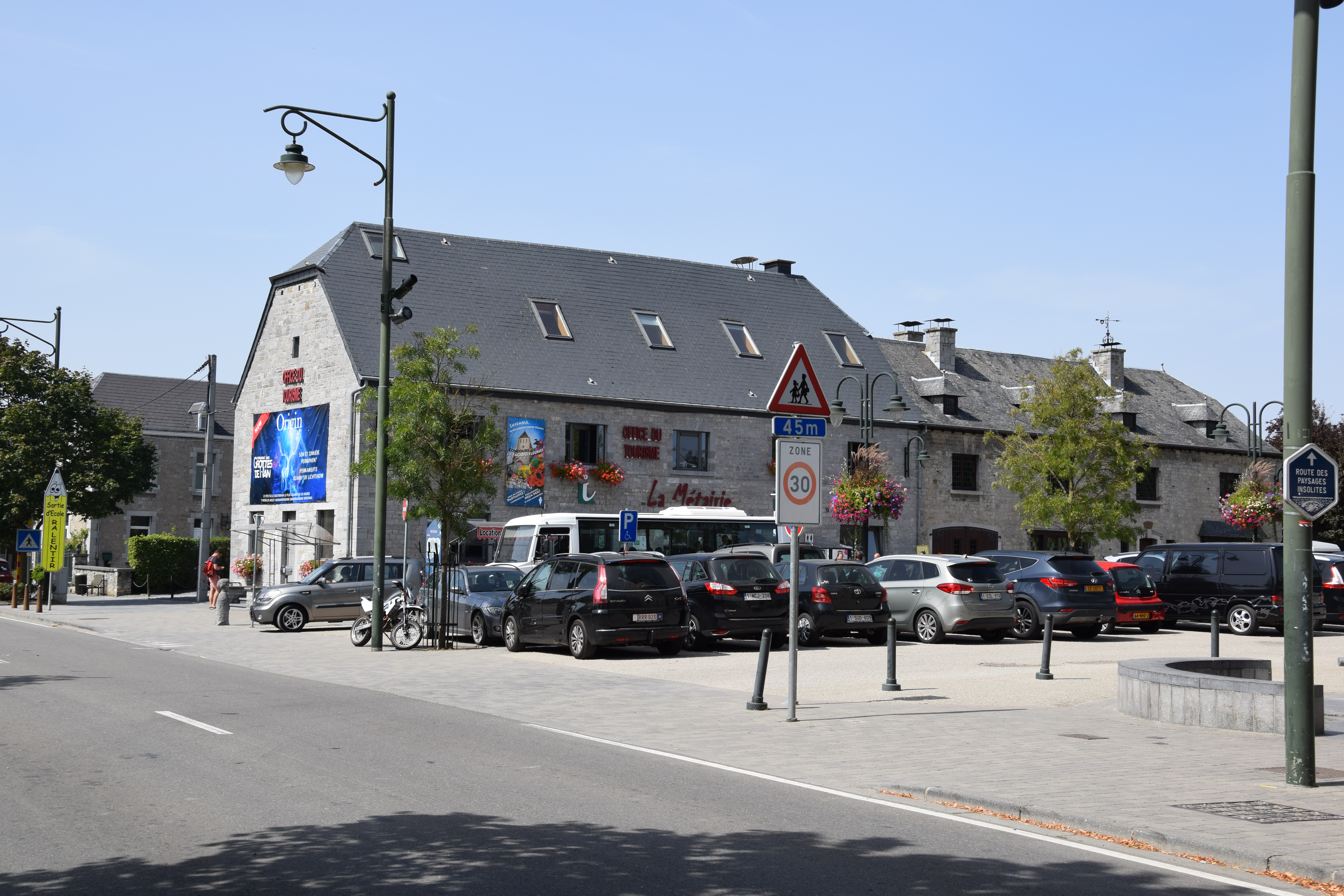
L'office du tourisme.